# 藤野オリエ
藤野 オリエ（ふじの おりえ、1974年1月21日 - ）は、山口県岩国市出身の日本の女子プロゴルファーである。所属は葛城ゴルフ倶楽部（GC）。

## 来歴
11歳でゴルフを始め、中学校卒業後より葛城GCの寺下郁夫に師事する。
1998年日本女子プロゴルフ協会（LPGA）のプロテストに合格、LPGA70期生となる。
1999年には年間獲得賞金ランキング（賞金ランク）45位で自身初のシード入りを果たす。
2000年のLPGAツアー開幕戦「ダイキンオーキッドレディスゴルフトーナメント」で初日から首位を譲らない完全優勝で同ツアー初優勝。同年の賞金ランクは12位。
2001年賞金ランクは24位。
2002年6月のLPGAツアー「廣済堂レディスゴルフカップ」で最終日に11打差を追いつき、プレーオフの末木村敏美を下して優勝。これは同ツアー史上最大の逆転優勝となった。同年はさらに1勝を挙げ、賞金ランクは自己最高位となる5位になった。
2003年賞金ランクは36位。
2004年は原因不明の体調不良がもとで、賞金ランク89位と不調に陥る。コーチの指導のもと復調を果たし、同年のファイナルクォリファイングトーナメントでは13位となり翌シーズンの出場権を得た。
2005年は賞金ランク31位で再びシード入りを果たすも、2006年以降は賞金シードに入れていない。
2008年にはLPGAツアー参戦の合間にステップ・アップ・ツアーにも参戦し2勝をあげている。
2014年7月に結婚、同年8月の「マンシングウェアレディース東海クラシック」を最後にツアー出場はしていない。

## 優勝歴
- 2000年 ダイキンオーキッドレディスゴルフトーナメント
- 2002年 廣済堂レディスゴルフカップ、ベルーナレディースカップゴルフトーナメント
- 2005年 ダイキンオーキッドレディスゴルフトーナメント
- 2008年 トーシンレディースカップ、LIONレディースカップ（共にステップ・アップ・ツアー）